# Nicolaea demilineata
Nicolaea demilineata is een vlinder uit de familie van de Lycaenidae. De wetenschappelijke naam van de soort werd als Thecla demilineata in 1936 gepubliceerd door Percy Lathy.